# ساندي هلال
ساندي هلال هي معمارية، وكاتبة فلسطينية وُلدت عام 1973، وترأست برنامج البنية التحتية وتحسين المخيمات في الضفة الغربية بوكالة غوث وتشغيل اللاجئين الفلسطينيين في منطقة الشرق الأدنى بدءًا من عام 2008 وحتى عام 2014.

## حياتها
وُلدت ساندي هلال في مدينة بيت ساحور بالقرب من بيت لحم في فلسطين عام 1973، وحصلت على درجة الماجستير من جامعة سابينزا في روما، ثُم نالت درجة الدكتوراه من جامعة ترييستي.

## مسيرتها المهنية
عملت ساندي هلال كأستاذة مساعدة بقسم الفنون الجميلة والدراسات الحضرية في جامعة يواف دي فينيسيا، ثم التحقت بالعمل كأستاذة زائرة في جامعة لوند.

### مؤسسة داار
تعاونت ساندي هلال مع كل من أليساندرو بيتي وإيال وايزمان لتأسيس مؤسسة داار، وهي ورشة عمل جماعية في الفن والهندسة المعمارية يقع مقرها في فلسطين، وتقدم أساليبًا تربوية جديدة للتدريس والمشاركة والتجميع، كما تقوم الورشة بإعادة بناء مساحات لمعيشة الفلسطينيين من خلال عمليات الحديث وحفظ الذكريات وجمعها، مع التركيز على الفلسطينيين الموجودين في دول الشتات ومخيمات اللاجئين. كما يشمل عمل الورشة أيضًا توسيع نطاق التفكير في التراث اللامادي للفلسطينيين، والذي يساعد على تصور وإعادة تصميم أنماط العمارة الفلسطينية باعتبارها ممارسة مناهضة للاستعمار. أثمرت الورشة عن إقامة مشروع الحرم الجامعي في المخيمات في الفترة ما بين عامي 2012-2016، والذي كان بمثابة مساحة للتعلم إلى جانب المشاريع التي أنشئت في مخيمات اللاجئين بالتعاون مع جامعة القدس وباستضافة مركز فينيكس في مخيم الدهيشة للاجئين في مدينة بيت لحم وبدعم من مؤسسة القدس، وبعض اللجان الشعبية لمخيمات اللاجئين جنوب الضفة الغربية. وفي عام 2014، أقامت الورشة مشروع مدرسة شعفاط، وهي مدرسة بنات بنيت في مخيم شعفاط للاجئين الواقع على مشارف مدينة القدس، وكان الهدف الرئيسي من المشروع هو إنشاء مساحة تعاونية للتعلم تشجع المشاركين كعناصر فاعلة في تعليمهم.
وفي الفترة ما بين عامي 2015-2018، شاركت المؤسسة في مشروع الخيمة الخرسانية لمخيم الدهيشة، وكان المشروع يدور حول الدور التاريخي للخيمة كمبنى سكني متنقل أو مؤقت. وقد تم العمل على جعل هذه الخيمة صلبة، وذلك باستخدام الخرسانة لتثبيت شكل الخيمة كهيكل أكثر ديمومة. وقد عُرض المشروع في مهرجان بينالي الشارقة للعمارة عام 2023.

## المعارض
أقامت ساندي هلال عددًا من المعارض كما شاركت في العديد من الفعاليات والمعارض حول العالم، ومن أهم الفعاليات والمعارض التي شاركت بها ما يلي:
| السنة     | عنوان المعرض                                                         | مكان العرض                          | ملاحظات |
| --------- | -------------------------------------------------------------------- | ----------------------------------- | --- |
| 2021-2022 | تراث عديمي الجنسية                                                   | لندن، المملكة المتحدة               | احتوى المعرض غرفًا من الفسيفساء |
| 2021      | فلسطين من الأعلى                                                     | رام الله، فلسطين                    | معرض جماعي بدعم من مؤسسة القطان. |
| 2018      | المؤقتة الدائمة                                                      | أبو ظبي، الإمارات العربية المتحدة   | أقيم المعرض كجزء من معرض جامعة نيويورك أبوظبي، واستعاد المعرض أعمال ساندي هلال وأليساندرو بيتي على مدار 15 عامًا من ممارستهم التعاونية حول موضوع اللجوء واللاجئين. |
| 2017      | بينالي الشارقة في دورته الثالث عشر                                   |                                     | |
| 2016      | بينالي مراكش                                                         | مراكش، المغرب                       | |
| 2016      | قلنديا الدولية                                                       | قلنديا، فلسطين                      | |
| 2015      | بينالي البندقية                                                      | البندقية، إيطاليا                   | |
| 2015      | بينالي الفن الآسيوي                                                  |                                     | |
| 2014      | بينال دي ساو باولو                                                   | ساو باولو، البرازيل                 | |
| 2013      | بينالي البندقية                                                      | البندقية، إيطاليا                   | |
| 2012      | الجمعية المشتركة                                                     | نيويورك، الولايات المتحدة الأمريكية | تضمن المعرض مشروعات نفذت بالتعاون بين ساندي هلال وأليساندرو بيتي وإيال وايزمان ونيكولا بيروجيني ويزيد عناني ونيشات أوان وغسان بنورة وبينوا بوركيل وسوزي هاريس براندتس ورونا جوهانسون وزوغرافيا كاريكو وكريسيدا كوسينسكي وليلى أودوباسيك وكارينا أوتينو وإليزابيث بادن وسامينا سيتابخان وإيمي زيون. وعادت ساندي هلال في هذا المعرض بناء جزء صغير من البرلمان الفلسطيني الذي لم يستخدم قط، والذي بدأ العمل به بموجب اتفاق أوسلو عام 1996 وتوقف في عام 2003 دون أن يتم استخدامه على الإطلاق. |
| 2012      | الإقامة الفنية لإنهاء الاستعمار في الهندسة المعمارية: الجمعية العامة |                                     | مشروع جماعي لساندي هلال وأليساندرو بيتي وإيال وايزمان ونيكولا بيروجيني ويزيد عناني ونيشات أوان وغسان بنورة وبينوا بوركيل وسوزي هاريس براندتس ورونا جوهانسون وزوغرافيا كاريكو وكريسيدا كوسينسكي وليلى أودوباسيك وكارينا أوتينو وإليزابيث بادن وسامينا سيتابخان وايمي زيون. |
| 2010      | هوم وركس بيروت                                                       | بيروت، لبنان                        | |
| 2009      | بينالي البندقية                                                      | البندقية، إيطاليا                   | |
| 2009      | بينالي اسطنبول                                                       |                                     | |
| 2008      | بينالي البندقية                                                      | البندقية، إيطاليا                   | |
| 2003      | بينالي البندقية                                                      | البندقية، إيطاليا                   | |

## مؤلفاتها
نشرت ساندي هلال عددا من الكتب والمؤلفات والأبحاث في مجالات العمارة والفنون، ويوضح الجدول التالي أهم مؤلفاتها:
| سنة النشر | اسم الكتاب                                                         | الناشر                | ملاحظات |
| --------- | ------------------------------------------------------------------ | --------------------- | --- |
| 2003      | أمة عديمة الجنسية                                                  | بينالي البندقية       | |
| 2022      | الذاكرة العامة والفن العام – تأملات في الآثار والفن التذكاري اليوم |                       | نشر بالتعاون مع الوكالة السويدية للفنون العامة، وتضمن مقالات مُختارة من تحرير أنيكا إنكفيست، وكارولينا موديغ، وريبيكا كاتز ثور، وجوانا زاويجا، تدور حول معني أن نتذكر من خلال الفن.                                             |
| 2021      | تراث اللاجئين                                                      |                       | نشر بالتعاون مع المعهد الملكي للفنون في ستوكهولم والبرنامج الدولي للفنانين التشكيليين التابع للجنة منح الفنون السويدية، ومتحف فان آبي للفنون الجميلة في دبي كجزء من معرض العمارة الدولي السابع عشر في بينالي البندقية عام 2021 |
| 2018      | المؤقتة الدائمة                                                    |                       | نشر بالتعاون مع المعهد الملكي للفنون في ستوكهولم |
| 2018      |                                                                    | مركز مدى الكرمل، حيفا | كتبته بالتعاون مع نديم روحانا وصدر بثلاث لغات هي العبرية والعربية والإنجليزية |
| 2013      | العمارة بعد الثورة                                                 | مطبعة ستيرنبرغ        | كتبته بالتعاون مع أليساندرو بيتي وإيال وايزمان |

## الجوائز
حظيت ساندي هلال بتكريم العديد من الجهات، وحصلت على عدة جوائز كان من أهمها ما يلي:
- جائزة الأسد الذهبي من بينالي البندقية للعمارة لأفضل مشارك في مختبر المستقبل عام 2023.[15]
- زمالة كيث هارينج في الفن والنشاط في كلية بارد عام 2016.[1]
- جائزة الأمير كلاوس للهندسة المعمارية لعام 2010.
- جائزة مركز فيرا ليست للمدرسة الجديدة للفن والسياسة.
- جائزة آني وهينريش سوسمان للفنانين.
- جائزة تشرنيكوف.
- منحة مؤسسة المبادرات الفنية.